# Bou Hanifia
Bou Hanifia è un comune dell'Algeria, situato nella provincia di Mascara.